# منجل المخيخ
مِنْجَلُ المُخَيخ  (falx cerebelli) عبارة عن طية صغيرة الحجم من الأم الجافية ذات شكل منجلي يبرز في الثلمة الخلفية للمخيخ و يبرز أيضا في أخدود المخيخ بين نصفي المخيخ الكرويان. الاسم مشتق من الكلمة اللاتينية (falx) والتي تعني شفرة منحنية أو منجل و cerebellum تعني مخيخ. تتصل قاعدته من أعلى بالجزء الخلفي والسفلي من خيمة المخبخ أما حافته الخلفية فتتصل بالانقسام السفلي للعُرف العمودي الموجود على السطح الداخلي للعظمة القذالية. يتراوح طول منجل المخيخ مابين 2.8-4.5 سم وسمكه حوالي 1-2 مم.

## اختلاف المورفولوجيا
الجزء السفلي من منجل المخيخ يقل في الطول بشكل سريع للغاية أثناء نزوله، وفي كثير من الأحيان ينقسم إلى طيتين أصغر أو ساقين متباعدتين ، واللتان تختفيان على جوانب الثقبة العظمى. اختلافات أخرى تشمل: التضاعف مرتين، التضاعف ثلاث مرّات، الاختفاء، والتنوفذ ولكن حدوثه أقل شيوعاً من البقية. لأن نمو الجيوب الوريدية الجافوية (أي متعلق بالأم الجافية) يتزامن مع نمو الطيات الجافوية، فإن تضاعف منجل المخيخ يصاحبه تضاعف في الجيب القذالي. معرفة هذه الاختلافات مهم جداً لتجنب حدوث الاصابت علاجية المنشأ في تلك المنطقة.

## وصلات خارجية
- صور تشريحية:28:st-1601 في مركز داونستيت الطبي التابع لجامعة نيويورك